# Северный Флот
«Северный Флот» (укр. «Північний Флот», абревіатура СФ) — російський рок-гурт, заснований колишніми музикантами гурту Король и Шут у 2013 році, після смерті лідера гурту Михайла Горшеньова.
Гурт відвідував окупований Крим, вже після початку Повномасштабного вторгнення. Гурт бере участь у про-воєнних фестивалях. Учасники гурту є фігурантами бази Миротворець.

## Дискографія

### Студійні альбоми
- 2014 — Всё внутри
- 2016 — Мизантропия
- 2018 —  Иной
- 2021 — 2020

### Концертні альбоми і відео
- 2017 — Live in Moscow

### Сингли
- 2013 — Стрелы
- 2014 — Вперёд и вверх
- 2014 — Рождённый убивать
- 2015 — Революция на вылет
- 2015 — Поднимая знамя
- 2017 — Время любить
- 2019 — Спутник
- 2019 — Мёртвый изнутри
- 2021 — Пританцовывай
- 2021 — Акустика
- 2024 — Северный слот (feat. Слот)

### Відеокліпи
- 2014 — Вперёд и вверх
- 2015 — Революция на вылет
- 2017 — Время любить
- 2018 — Здравствуй, страна!
- 2019 — Спутник

### Участь в триб'ютах
- «Слот XX tribute» (2022)

### Позаальбомні треки
- 2016 — Грехи (студійна версія пісні Король и Шут з рок-опери TODD)

## Нагороди і номінації
| Рік  | Нагорода                   | Результат |
| ---- | -------------------------- | --------- |
| 2015 | «Чартова дюжина» — «Взлом» | Номінація |